# Bredemeyera laurifolia
Bredemeyera laurifolia là một loài thực vật có hoa trong họ Polygalaceae. Loài này được Klotzsch ex A.W.Benn. mô tả khoa học đầu tiên năm 1874.